# Kamieniołom Odra
Kamieniołom Odra – czynna kopalnia odkrywkowa górnokredowych skał węglanowych pozyskiwanych do produkcji cementu, położona w północnej części miasta Opola w województwie opolskim.
Występują tu margle, wapienie margliste i iły margliste powstałe w morzu w turonie. Kamieniołom będący własnością Cementowni Odra S.A. składa się z dwóch wyrobisk: zamkniętego w 1963 r. Odra I (29,53 ha) i młodszego, czynnego Odra II. Są one połączone podziemnym tunelem długości 220 m biegnącym pod ul. Luboszycką, którym biegła kolej wąskotorowa wywożąca urobek z Odry II do Cementowni Odra. W 2017 r. otwarto w wyrobisku Odra I ścieżkę dydaktyczną prezentującą jego walory geologiczne, skamieniałości kredowe i występujące tam zbiorowiska roślin oraz zwierząt współczesnych, w tym rzadkich i chronionych gatunków.    
Wyrobisko Odra II to ostatni czynny kamieniołom skał węglanowych w Opolu. Eksploatacja na skalę przemysłową zaczęła się po drugiej wojnie światowej, choć pierwsze prace i odwierty odbyły się jeszcze w latach 30. XX w. Z tego wyrobiska pochodzi skamieniałość największego w Polsce amonita, mająca 118 cm średnicy. W 2018 roku znaleziono kolejną muszle amonita, która według naukowców ważyła 300-400 kg., jest to drugi co do wielkości amonit w Polsce.